# 德国抵抗运动

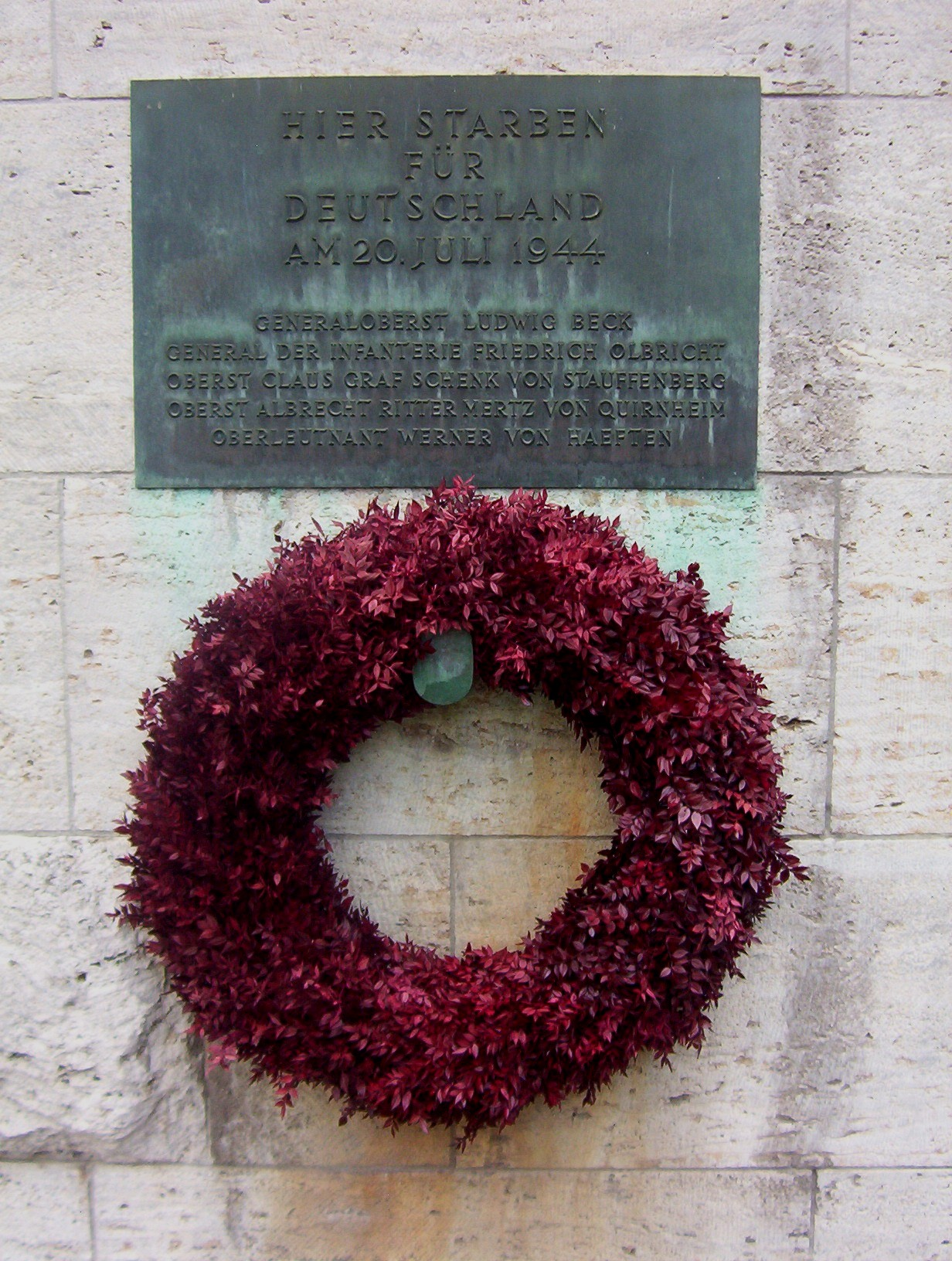
柏林抵抗运动的纪念牌和花圈

德国抵抗运动（德語：Widerstand gegen den Nationalsozialismus）指的是在1933年至1945年间德国境内对纳粹党统治的抵抗。在这些抵抗运动中，有许多个人和组织积极参与到将阿道夫·希特勒赶下台并在推翻他的政权的计划中死去。
“德国抵抗运动”一词并不代表在纳粹时期德国存在一个统一的抵抗运动。其他抵抗运动诸如波蘭地下國、法國抵抗運動和意大利抵抗运动都要更加统一协作一些，而德国的抵抗运动主要由较小且孤立的组织组成。这些组织往往无法进行政治动员，因此除了对纳粹成员（包括希特勒）进行攻击以及进行破坏活动之外，他们唯一的有效手段便是试图说服德意志國防軍领导人发动政變推翻政权——1944年对希特勒的刺杀计划便是其中一例。
近77,000名德国公民因为参与抵抗运动而被纳粹特别法庭、軍事法庭或民事法庭处决，在这其中有许多人都在政府、军队或公共机关内工作，他们由此也能够参与到颠覆和密谋活动中来。除此之外，加拿大历史学家彼得·霍夫曼认为还有“成千上万”的人因为被怀疑参与了抵抗运动而被投入集中营。德国历史学家汉斯·蒙森则认为德国的抵抗运动是“没有人民的抵抗运动”，真正参加抵抗纳粹运动的德国人数量是相当少的。德国抵抗运动的成员也包括非德意志民族的德国公民，例如波兰族裔的抵抗组织奥林匹斯。